# Monastero di Santa Chiara (Martinengo)
Il monastero di Santa Chiara è un ex monastero di monache clarisse che si trova a Martinengo, sede di scuole e di associazioni culturali che conserva affreschi Quattrocenteschi del Maestro di Martinengo.

## Storia
Nel 1471 Bartolomeo Colleoni, alla morte della moglie Tisbe Martinengo per esaudire a un suo voto, ottenne dal Papa Paolo II l'autorizzazione di costruire a Martinengo, un convento maschile e uno femminile in località Cantone Spineto dove l'anno successivo acquistò terreni e fabbricati.
Quaranta giorni prima della sua morte, i due istituti erano sicuramente attivi lo documenta la concessione di grazie e indulgenze della bolla pontificia di Papa Sisto V ai monasteri, uno dedicato a santa Chiara dell'Ordine delle Clarisse e dell'Incoronata dei frate francescani minori del 18 settembre 1475.
La costruzione del monastero era iniziata nel 1474, e fu occupata dalle Monache clarisse proveniente dal monastero delle Rosate solo nel 1479. La giurisdizione del convento passò al vescovo di Bergamo il 26 ottobre 1592. Il monastero fu soppresso nel 1810 dalle leggi napoleoniche venendo tramutato in collegio-convitto.
Durante il ventennio fascista gli ambienti subirono varie trasformazioni, fu distrutto il muro divisorio perché vi fosse realizzato un salone-teatro distruggendo così l'aula della chiesa. I locali furono poi adibiti ad aule di ginnastica e palestra. Nel 1936 la parte pubblica dell'interno della chiesa e il cortile furono trasformati in sacrario dei caduti con la costruzione di cinque grandi archi nell'architettura fascista e ponendo il monumento scultoreo realizzato da Giuseppe Siccardi. 
I locali nel dopo guerra furono recupero del comune diventando sede di una scuola, di associazioni culturali e della biblioteca.

## Descrizione
Il monastero aveva un grande chiostro con logge disposte su due livelli ad archi con pilastri di muratura. Questo fu ricostruito nel XVII secolo. Vi era anche un orto chiuso su tre lati da un alto muro in ciottolato, mentre sul quarto lato vi era una loggia con archi a tutto sesto e colonnine in arenaria.
La chiesa del monastero aveva un campanile costruito insieme al monastero a cuspide conica copia di quello del monastero dell'Incoronata.
L'unica navata della chiesa si divide in due aule. Nella prima, quella dedicata ai fedeli è rivolta verso via Allegreni e vi è il Sacrario dei Caduti, mentre quella riservata alle monache, è accessibile da piazzetta Padre Orisio e vi è locato l'Archivio storico Comunale, dove sono conservati i documenti che vanno dal XIV al XIX secolo, Questa era l'antica chiesa del convento, dove da lato dei fedeli vi erano gli affreschi raffiguranti la vita della santa francescana mentre il lato destinato alle monache affreschi quattrocenteschi, forse i più antichi rinascimentali della Lombardia, attribuiti al Maestro di Martinengo.

### Gli affreschi
Durante i lavori iniziati negli anni '60 e terminati nel 1984, furono restaurati gli affreschi riguardanti l'aula magna che con un fregio raffigurante motivi floreali e piccoli tondi seguiva il contorno della parete seguendo il tetto a capanna.
Nell'antica cappella dell'ex monastero sono conservati affreschi Quattrocenteschi eseguiti da quello che viene identificato come il Maestro di Martinengo. Gli affreschi di ottima fattura sono considerati tra i primi affreschi rinascimentali lombardi. 

L'unica navata si presenta divisa in due aule, tipica conformazioni delle chiese del XV secolo. L'aula per i fedeli, e quella per le monache claustrali. 
Gli affreschi sul lato dell'aula monastica sono disposti nella parte centrale su due registri, e tre sulla parte laterale anche se quella inferiore è resa dal tempo quasi illeggibile. Sull'ordine superiore vi sono le raffigurazioni dell'Annunciazione, Crocefissione, e la Discesa dalla croce. L'ordine intermedio presenta i dipinti ispirati al Mantegna con san Francesco stigmatizzato e san Gerolamo penitente. Questa parte mantiene i timbri cromatici originali.

Attribuiti al medesimo autore sono alcuni frammenti di pittura nell'aula pubblica., purtroppo molti andati persi. Sul lato dell'aula dei fedeli vi sono gli affreschi raffiguranti la vita di santa Chiara con l'episodio della Vestizione da parte di san Francesco. Visibile la santa che regge una candela mentre il santo è raffigurato nell'atto di porgerle lo scapolare benedicendola. Alla loro destra due santi e l'altare dove risaltano le ciocche bionde appena tagliate alla monaca. Alla loro sinistra vi è raffigurato un gruppo familiare nel quale furono identificati il condottiero Colleoni con la berretta di capitano, la moglie coperta da un velo bianco e le sue tre figlie legittime, Isotta, Caterina e Orsina.
Sull'altro lato vi è rappresentazione della santa che riceve la visita a papa Innocenzo IX il quale le chiede di benedire il pane sull'altare e sul pane benedetto dalla monaca compare il disegno della croce e la rappresentazione dei suoi funerali. Gli affreschi quattrocenteschi sono posti solo lateralmente perché la parte centrale è occupata da pitture di epoche molto successive. L'intensità espressiva rappresentata nei spigolosi e secchi lineamenti dei personaggi, così come nell'aprico paesaggio, furono e sono di grande impatto emotivo all'osservatore, così come chiara la rappresentazione del miracolo del pane, con una raffigurazione molto narrativa dell'evento.
Di Bartolomeo Manni datato 1698 è l'altare marmoreo, mentre la pala d'altare Immacolata in gloria con santi opera di Francesco Paglia fu rimossa nel 1936 per essere collocata nell'aula delle conferenze della biblioteca. Il locale presenta l'immagine di Cristo che regge un fante ferito in battaglia eseguito da Girolamo Poloni nativo di Martinengo. Gli affreschi furono restaurati nel 1963 da Giuseppe Arrigoni.